# Lons
Lons település Franciaországban, Pyrénées-Atlantiques megyében. Lakosainak száma 13 708 fő (2022. január 1.). Lons Billère, Jurançon, Laroin, Lescar, Montardon, Pau és Serres-Castet községekkel határos.

## Népesség
A település népességének változása:
| Lakosok száma | 12 106 | 12 718 | 13 211 | 13 374 | 13 720 | 13 707 | 13 843 | 13 915 | 13 708 |
|               | 2013   | 2015   | 2016   | 2017   | 2018   | 2019   | 2020   | 2021   | 2022   |